# Wii
Wii (МФА: [ˈwiː]) — гральна консоль 7-го покоління, 5-а домашня консоль фірми Nintendo і спадкоємець Nintendo GameCube.
До 27 квітня 2006 року, коли було оголошено офіційну назву консолі, вона мала кодове ім'я «Revolution». Як ігрова система 7-го покоління, є прямим конкурентом Microsoft Xbox 360 та Sony PlayStation 3. Хоча компанія Nintendo не позиціювала свою приставку Wii як суперника PlayStation 3 і Xbox 360, її зараховують до сьомого покоління за часом виходу (період між релізами Xbox 360 і PS3), а також інноваційним ігровим контролерам. Nintendo стверджувала, що її консоль орієнтована на більш широку аудиторію, ніж в конкурентів. Відмінною рисою консолі є унікальні бездротові контролери Wii Remote і Wii MotionPlus, які реагують на жести гравця.

## Технічні характеристики
Nintendo Wii розроблена на базі процесора Broadway з архітектурою IBM PowerPC, що працює із тактовою частотою в 729 МГц. За графіку відповідає графічний процесор Hollywood від AMD з частотою 243 МГц. Він також містить Starlet, співпроцесор на базі ARM з 96 КБ оперативної пам'яті, який керує операціями введення/виведення та системною безпекою. 64 МБ оперативної пам'яті GDDR3, встановленої на материнській платі, працюють разом з додатковим модулем високошвидкісної пам'яті 1T-SRAM обсяг 24 МБ. Таким чином загальний обсяг системної пам'яті складає 88 МБ.
Консоль має 512 МБ внутрішньої флеш-пам'яті для збережень даних ігор та завантаженого контенту. Цю пам'ять можна було розширити за допомогою SD-карт, вставлених у слот за передньою панеллю.
Ігри зчитуються через оптичний привід із фронтальним завантаженням. Він зчитує 12-сантиметрові оптичні диски Wii від Nintendo та 8-сантиметрові диски консолі GameCube. Стандартні диски DVD або CD не підтримуються, хоча фізично поміщаються в дисковод. Програмна підтримка DVD планувалася, проте не була реалізована. Пізніше оновлення системи дозволило користувачам запускати канали Wii та грати в ігри Virtual Console та WiiWare безпосередньо з SD-карт, а також завантажувати придбані ігри одразу на SD-карту. Дисковод підсвічується зсередини, сигналізуючи про читання диска чи надходження повідомлень на консоль.
Консоль обладнана двома портами USB 2.0, слотом карт флешпам'яті Secure Digital (SD) з підтримкою карт до 2 Гб. Крім того, наявні два слоти для карт пам'яті GameCube, чотири порти для підключення класичних контролерів GameCube, роз'єм інфрачервоної передачі даних та гнізда для підключення до телевізора чи відеопанелей: SCART, Y, Pr, Pb, і S-VHS.
Підключення до мережі відбувається за допомогою Wi-Fi-адаптера або адаптера Ethernet-to-USB.

### Контролер

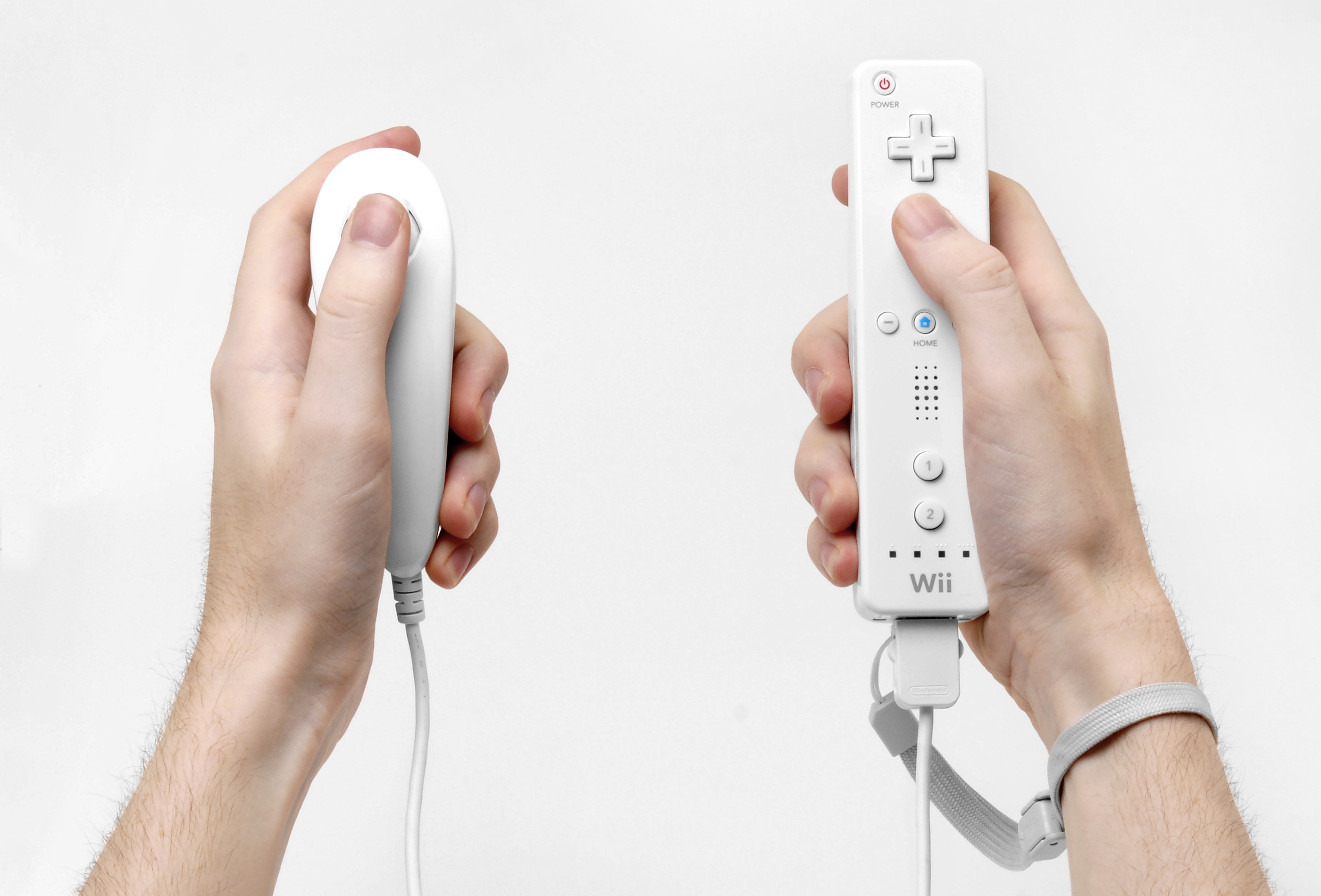
Wii Remote з Nunchuck в руках користувача

Основним контролером консолі є Wii Remote (Wiimote) з модулем Nunchuk. Wiimote дає можливість керування за допомогою жестів, оскільки оснащений акселерометром і оптичним сенсором. Wii Remote містить джойстик і тригер на Nunchuk, хрестовину з кнопками, три кнопки дії (A, 1 і 2) та чотири системні кнопки, включаючи вимикач живлення. Пульт Wii Remote підключається до Wii через Bluetooth з радіусом дії приблизно 9,1 м . Пульт Wii Remote містить вбудований динамік та вібромотор.
Контролер доповнюється численними аксесуарами, які, до прикладу, перетворюють його на ігрове кермо чи рушницю. Аксесуар Wii MotionPlus, який підключається до Wii Remote через роз'єм для зовнішніх додаткових пристроїв, значно збільшує точність керування.

## Дизайн
Консоль менша за розміром, у порівнянні з іншими консолями сьомого покоління (44 мм в ширину, 157 мм у висоту і 215.4 в довжину). Вона має вигляд коробки, яку можна встановлювати як вертикально (на підставку), так і горизонтально. На кожній стороні приставки розташовані різні роз'єми.
Контролер формою подібний на пульт від телевізора і тримається однією рукою. На ньому розміщено кілька кнопок і хрестовина. При використанні на контролер рекомендується одягати гумовий чохол і петлю, яка перешкоджає випадковому випадінню Wii Remote з рук. Він володіє інфрачервоним датчиком, яким можна вказувати потрібний елемент на телевізорі та підтверджувати вибір кнопкою «А», розташованою посередині.

## Версії

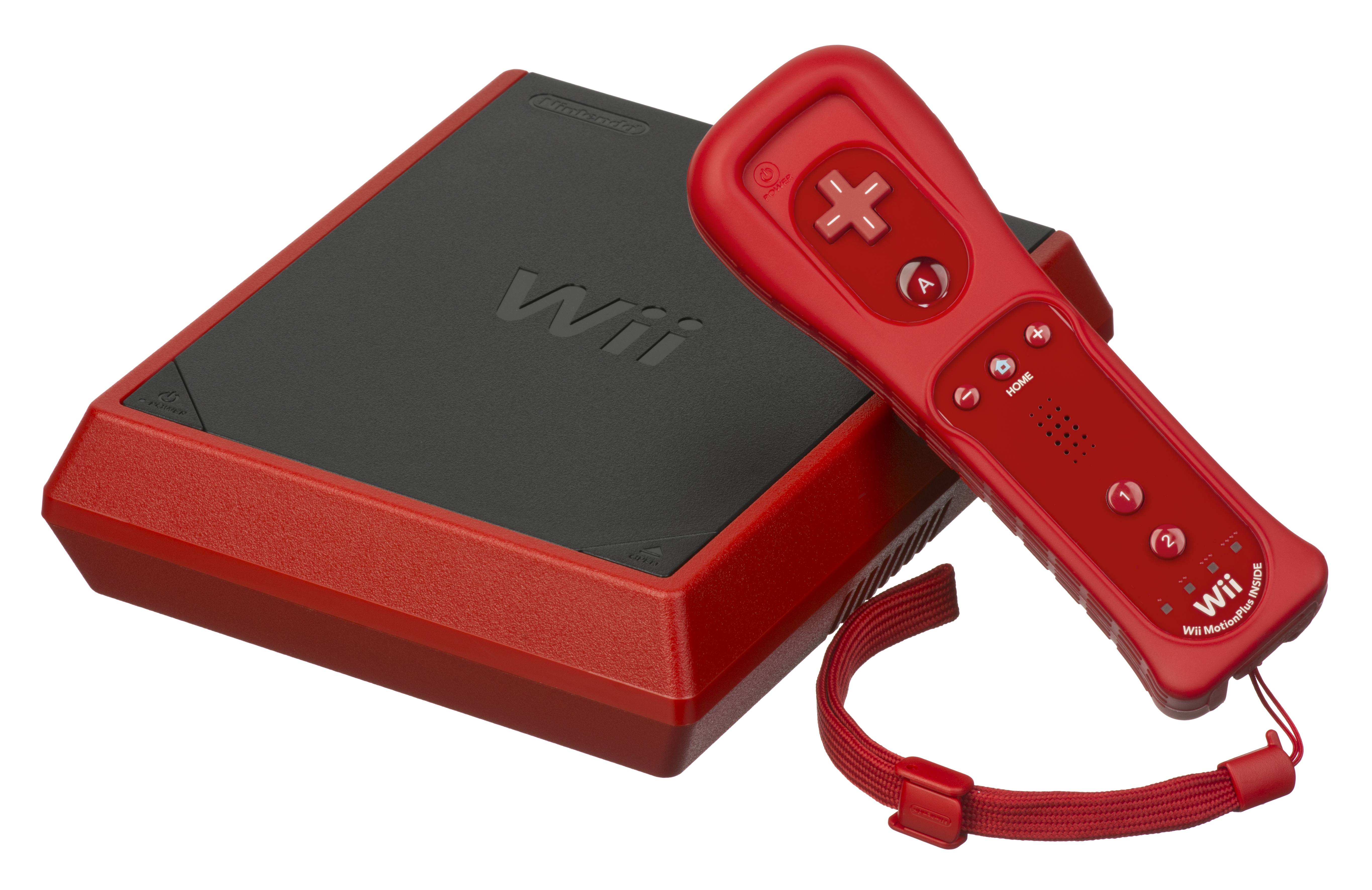
Wii Mini

Wii Family Edition. Наприкінці життєвого циклу платформи вийшла спрощена дешевша версія Wii, «Wii Family Edition» (модель RVL-101). У ній видалені порти контролера GameCube та слоти для карт пам'яті, що були в оригінальній моделі. Ця модель не має підставки, позаяк призначена для горизонтального розташування. Nintendo анонсувала RVL-101 у серпні 2011 року як заміну оригінальної Wii, яку вона припиняла випускати в деяких регіонах, включаючи Європу та США. Консоль вперше була випущена в Північній Америці 23 жовтня 2011 року в чорному кольорі. Новий пристрій коштував $150 у комплекті з контролером і грою New Super Mario Bros.
Wii Mini (модель RVL-201) відрізняється меншими розмірами та дисководом із верхнім завантаженням. Вона не підтримує контролери та диски GameCube, позбавлена підтримки Wi-Fi та онлайн-з'єднання, а також слота для SD-карти. Також з неї видалено підтримку відео 480p та компонентного відеовиходу. Wii Mini виконана в матовому чорному кольорі з червоною рамкою та включає червоний пульт Wii Remote Plus та Nunchuk у комплекті. Спрощення консолі дозволило знизити її ціну до $100.

## Канали Wii

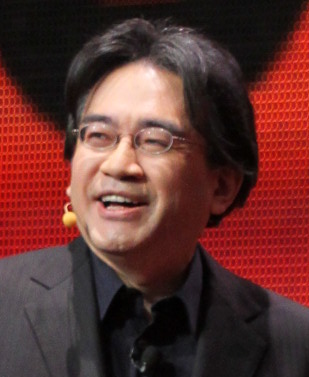
Івата Сатору, президент Nintendo, він доручив компанії розробити Wii, щоб зацікавити ширше коло гравців. Виступ 2011 року

Онлайн-сервіси Nintendo не об'єднувалися в єдиний бренд, натомість користувачам доступно кілька пропозицій, реалізованих у формі каналів. Набір каналів не є сталим, деякі додавалися впродовж існування консолі.
- Nintendo Wi-Fi Connection — використовується для онлайн-ігор через Wi-Fi-з'єднання. Канал сумісний з портативною консоллю Nintendo DS. Функція WiiConnect24 дозволяє іншим гравцям залишити повідомлення для користувача в певних іграх, які він зможе прочитати потім, та ряд інших мережевих функцій.
- Nintendo Channel — надає доступ до новин про ігри Nintendo.
- Івата Сатору, президент Nintendo, він доручив компанії розробити Wii, щоб зацікавити ширше коло гравців. Виступ 2011 рокуWii Shop Channel — дозволяє купувати різний контент, в основному гри. Складається з двох розділів, Virtual Console, де можна знайти ігри для консолей попереднього покоління, і WiiWare з іграми спеціально для Wii.
- Internet Channel — інтернет-браузер на основі Opera.
- News Channel — підписка на останні новини.
- Forecast Channel — прогноз погоди.
- Everybody Votes Channel — онлайн-голосування.
- Check Mii Out Channel (Mii Contest Channel в Європі) — «конкурс краси» між створеними користувачами аватарками Mii.
- Food Delivery Channel — канал, через який можна замовити їжу з ресторану (тільки у Японії)

## Ігри
Станом на червень 2017 року, коли завершилася підтримка консолі, для Wii було випущено 1524 гри, з них 329 ексклюзивів. Найпопулярнішими є (продажі яких перевищують 10 млн копій):
- Wii Sports
- Mario Kart Wii
- Wii Sports Resort
- Wii Play
- New Super Mario Bros. Wii[22]

## Модифікація
Nintendo Wii здатна зберігати роботоздатність, якщо обрізати навіть більше половини площі її материнської плати. Це потребує перенесення декількох компонентів, але відкриває можливості до створення мініатюрних версій консолі. Ентузіастами розроблено декілька тиражованих портативних модифікацій: AVEflex, OMEGA trim, Short Stack, Kawaii.
Kawaii має розміри лише 60 x 60 x 15,8 мм і позбавлена дисковода. Відео- та аудіовихід, а також чотири порти GameCube знаходяться на окремій док-станції, яка підключається до Kawaii за допомогою магнітного роз'єму pogo pin. Програми та ігри зберігаються у картці microSD.